# 贝尔哈克尔铭文

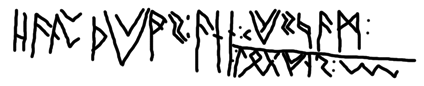
贝尔哈克尔铭文

贝尔哈克尔铭文是发现于荷兰贝尔哈克尔（Bergakker）村的一把约五世纪的剑鞘上的铭文，发现于1996年。这把剑鞘发现地贝尔哈克尔村位于荷兰海尔德兰省蒂尔以西两公里处，该处正属于古代巴达维人所居住的地方。铭文用如尼字母（古弗萨克文）刻写，其时间一般认为是425-475年之间，所刻写的语言被认为是古法兰克语或是与其相近的古荷兰语（古低地法兰克语）的早期形式，也是其最早的书证。但学者对铭文的具体含义尚有一些争议，特别是铭文中含有一个形似“双重V”的特殊字母。